# TeamXbox
TeamXbox (рус. Команда Xbox) — веб-сайт, посвящённый компьютерным играм для игровых консолей Xbox и Xbox 360 от Microsoft. Большая часть контента на сайте так или иначе относится к Xbox и Xbox 360, однако изредка встречаются материалы по другой игровой тематике.

## История и влияние
TeamXbox был основан в 2000 году Брэнтом Соболески (англ. Brent "Shockwave" Soboleski) и Стивом Бартоном (англ. Steve "Bart" Barton). В 2001 году Бартон, Соболески и Сол Наджими (англ. Sol Najimi) из MSXbox заключили сделку, согласно которой новостной сайт TeamXbox и форумы MSXbox слились в один сайт, сохранивший название «TeamXbox». В результате этот сайт стал одним из самых крупных сайтов, посвящённый тематике консолей Xbox.
21 октября 2003 года медиаконгломерат IGN Entertainment, Inc. сообщил о приобретении сайта TeamXbox и включении его в свою структуру. Тем не менее, TeamXbox сохранил свой веб-адрес, тематику и сотрудников. На момент сделки сайт TeamXbox имел более полмиллиона уникальных посетителей в месяц.
В конце декабря 2007 года сотрудники TeamXbox сообщили о том, что они благодаря своему внутреннему источнику готовы подтвердить, что Microsoft работает над новым контроллером для своей консоли Xbox 360. Впоследствии, спустя несколько лет, стало известно, что этот контроллер — система распознавания движений Kinect, ранее известная как Project Natal.
В середине июня 2009 года появилась новая информация о преемнике консоли Xbox 360. Сайт TeamXbox предоставил эксклюзивную непроверенную информацию о том, что эта консоль будет выводить изображение в стереоскопическом режиме.
В середине июня 2010 года в Интернете появилась неподтверждённая информация, согласно которой Microsoft может отказаться от бренда «Xbox». Источником этих сведений стал сотрудник FOX Interactive Media, который сообщил, что в связи с предстоящими переменами сайт TeamXbox.com вскоре будет закрыт, а весь информационный контент, касающийся исключительно бренда «Xbox» (Xbox Live, Xbox 360), будет перенесен в соответствующий раздел на сайте IGN.com. Также благодаря этой новости стало известно, что в марте 2010 года штат TeamXbox был серьёзно сокращен.
В конце января 2012 года было объявлено, что в связи с тяжелым финансовым положением IGN был урезан бюджет сотрудников сайтов Voodoo Extreme 3D и TeamXbox.